# Kvalitativno istraživanje
Kvalitativno istraživanje je termin koji ima različita značenja u različitim područjima, ali je najpoznatiji po upotrebi u društvenim znanostima. U društvenim znanostima kvalitativno istraživanje je širok termin koji opisuje istraživanje koje se fokusira na način na koji pojedinci i grupe gledaju i shvaćaju svijet te oblikuju značenje izvan svojih iskustava. Takvo je istraživanje bitno orijentirano prema naraciji.
U statistici se kvalitativna analiza sastoji od procedura koje koriste samo dihotomne podatke – to jest, podaci koji mogu poprimiti vrijednost 0 (nula) i 1 (jedan). Te su tehnike prikladne ondje gdje se događaji ili entiteti mogu lakše izbrojiti ili razvrstati nego izmjeriti. Same tehnike su, naravno, numerički bazirane. U klimatskom istraživanju kvalitativne rekonstrukcije prošlih temperatura počivaju na zapisima događaja poput sajmova na ledu koji pokazuju razdoblja hladnoće ili topline, ali ne pružaju nikakve ili samo malo informacija o stupnju temperaturne promjene. Ostali indikatori – datumi žetve, prvo cvijetanje biljaka – proizvode informacije negdje između kvalitativnog i kvantitativnog.

## U društvenim znanostima

### Pregled
U društvenim znanostima kvalitativno istraživanje je širok termin koji opisuje istraživanje koje se usredotočuje na način na koji pojedinci ili grupe gledaju i shvaćaju svijet te oblikuju značenje izvan svojih iskustava. Metode kvalitativnog istraživanja se ponekad koriste zajedno s metodama kvantitativnog istraživanja kako bi se dobilo dublje razumijevanje uzroka društvenih pojava, ili kako bi se pomoglo stvoriti pitanja za daljnje istraživanje. Za razliku od kvantitativnih metoda, metode kvalitativnog istraživanja stavljaju malenu važnost na razvoj statistički valjanih uzoraka ili istraživanje za uvjerljivim dokazom hipoteza.
Umjesto toga kvalitativno istraživanje se usredotočuje na razumijevanje istraživačkih pojava in situ; to jest, unutar njihova konteksta u kojem se javljaju u prirodi. Jedan cilj kvalitativnog istraživača je izazivanje značenja koje pojave imaju za činitelje ili sudionike. Kvantitativna proučavanja mogu pak promatrati pojave in situ i naznačiti probleme značenja, a jedina kritika tog pristupa kvalitativnom istraživanju jest da definicije, koje ono nudi, ne razlikuje ga odgovarajuće od kvantitativnog istraživanja (više o tom problemu i o raspravi nad vrlinama kvalitativnog i kvantitativnog pristupa vidi na kvalitativno psihološko istraživanje).
Općenito govoreći (iako postoje iznimke), proučavanja kvalitativnog istraživanja oslanjaju se na tri osnovne tehnike prikupljanja podataka: sudioničko promatranje, intervju i dokumentna ili rukotvorna analiza (Wolcott, 1995, 1999). Svaka od tih tehnika predstavlja kontinuum od kojeg manje do više strukturiranog (Adler & Adler, 1987; DeWalt & DeWalt, 2002). Različita proučavanja ili posebne tehnike mogu se oslanjati jače na jednu ili drugu tehniku prikupljanja podataka.

### Primjene
Iako je imalo svoju genezu u područjima novinarstva, antropologije i sociologije, kvalitativno istraživanje je jednako propupalo u mnogim područjima kao što su ga i primijenila mnoga područja. Antropologija je doprinijela području sa svojim razvojem istraživačke metode etnografije – vrstom kulturnog prevođenja (Boas, 1943; Malinowski, 1922/1961). Kvalitativno istraživanje u sociologiji, posebno u SAD-u, ima svoje korijenje u Čikaškoj školi (Adler & Adler, 1987).
Neke od različitih metoda okupljene pod suncobranom kvalitativnog istraživanja stoga uključuju: etnografiju, etnologiju, usmenu predaju, primjernu studiju, fokusne grupe, konverzacijsku analizu i portretiranje.
Kvalitativno istraživanje je zadobilo popularnosti, posebice zahvaljujući lingvističkom ili subjektivnom preokretu koji se održao diljem globusa (Giddens, 1990). Društvene znanosti, jednako kao i laici, priklonile su se radije subjektivnoj (nasuprot objektivnoj ili objektivističkoj) ontologiji. Njeni praktičari često vjeruju da kvalitativno istraživanje posebno dobro pristaje za dolazak na subjektivne kvalitete živog svijeta, iako je to vjerovanje daleko od univerzalno prihvaćenog. Mnogi oblici kvalitativne analize su radno intenzivni. Brojni softverski paketi se razvijaju s ciljem smanjivanja tereta i sistematiziranja zadaće. Komercijalno dostupni paketi uključuju Nud*ist; open source ili slobodni paketi uključuju AnSWR.
Zbog svojeg naglaska na produbljeno znanje i elaboraciju slika i koncepata, kvalitativne se metode smatraju posebno korisnima za područja socijalnog istraživanja poput "davanja glasa" marginalnim grupama, formulaciju novih interpretacija povijesnih i kulturnih važnosti različitih događaja i naprednu teoriju jer produbljena, empirijski kvalitativna proučavanja mogu sakupiti važne činjenice propuštene općenitijim, kvantitativnim proučavanjima. Takva ispitivanja se obično fokusiraju na primarni slučaj, na istovjetnost među odvojenim primjerima iste pojave identificirane kroz analitičku indukciju ili na usporedne pojave identificirane kroz teoretsko uzimanje uzoraka.

## Poveznice
- Analitička indukcija
- Kvalitativno psihološko istraživanje
- Kvalitativno tržišno istraživanje
- Kvantitativno istraživanje
- Nekvantificirano modeliranje
- Temeljna teorija
- Teoretsko uzimanje uzoraka

## Vanjske poveznice
- QSR International[neaktivna poveznica], isporučitelj Nud*ista
- Informacije o AnSWR od njegovih isporučitelja, američkog Centra za kontrolu bolesti
- Opća morfološka analiza: opća metoda za nekvantificirano modeliranje iz Švedskog morfološkog društva